# Topi Keskinen
Topi Keskinen (* 7. März 2003 in Espoo) ist ein finnischer Fußballspieler, der beim FC Aberdeen in der Scottish Premiership unter Vertrag steht.

## Karriere

### Verein
Topi Keskinen wurde in Espoo geboren, zog mit seiner Familie jedoch nach seiner Geburt in das etwa 250 km entfernte Mikkeli. Er begann im Jugendbereich des örtlichen Fußballvereins Mikkelin Palloilijat seine Karriere. Sein Debüt für die erste Mannschaft gab er im Jahr 2019, als der Verein in der drittklassigen Liga Kakkonen spielte und den Aufstieg erreichte. Ab der Saison 2020 spielte Keskinen mit dem Verein in der Ykkönen, der zweithöchsten Spielklasse. In den folgenden Jahren avancierte der Stürmer zum Stammspieler in Mikkeli. Er erzielte in der Ykkönen-Saison 2022 insgesamt 10 Tore für sein Team und gab sechs Torvorlagen.
Keskinen unterzeichnete im November 2022 einen Dreijahresvertrag beim finnischen Rekordmeister HJK Helsinki. Am 8. Februar 2023 erzielte Keskinen in seinem zweiten Pflichtspiel für den Verein vier Tore, bei einem 5:2-Sieg im finnischen Ligapokal gegen den FC Lahti. Der Verein gewann letztendlich das Turnier. Sein erstes Veikkausliiga-Tor erzielte er am 5. Mai 2023 bei der 1:2-Auswärtsniederlage gegen Kuopion PS. Keskinen erzielte auch den Siegtreffer, als HJK am 25. Juli 2023 im Hinspiel der 2. Qualifikationsrunde der Champions League Molde FK mit 1:0 besiegte. Er spielte in allen 14 Spielen der HJK-Europasaison 2023/24, in der sich HJK für die Gruppenphase der Conference League qualifizierte. Am Ende der Saison 2023 gewann Keskinen mit HJK seinen ersten finnischen Meistertitel, und der Verein die vierte Meisterschaft in Folge. Er wurde von den Fans des Vereins zum Spieler des Jahres und zum Rookie des Jahres in der Veikkausliiga ernannt. Keskinen beendete seine erste Saison in der höchsten finnischen Liga mit zwei Toren und acht Assists in 25 Spielen. Keskinen begann die Saison 2024 mit vier Toren und einem Assist in den ersten vier Saisonspielen, wofür er im April 2024 zum Spieler des Monats der Liga gekürt wurde. Bis Ende Juli 2024 traf Keskinen in 17 Ligaspielen sechsmal.
Im August 2024 wechselte Keskinen nach Schottland und unterzeichnete einen Vierjahresvertrag beim Erstligisten FC Aberdeen. Keskinen erzielte bei seinem Debüt als Einwechselspieler am 17. August 2024 das Siegtor in der Nachspielzeit beim 1:0-Sieg im schottischen Ligapokal gegen den FC Queen’s Park. Am 28. September 2024 erzielte er sein erstes Tor in der Scottish Premiership, als er zum 2:1-Auswärtssieg gegen den FC Dundee traf, und die Vorlage zum ersten Tor gab. Im Mai 2025 wurde Keskinen zum Nachwuchsspieler des Jahres des FC Aberdeen ernannt. Mit Aberdeen gewann Keskinen im Mai 2025 den schottischen Pokal, als Celtic Glasgow im Finale besiegt wurde.

### Nationalmannschaft
Im März 2022 wurde Keskinen zum ersten Mal in die finnische Jugendnationalmannschaft berufen, als er in den finnischen U19-Kader für die Qualifikationsspiele zur U-19-Europameisterschaft 2022 gegen Belgien, Italien und Deutschland berufen wurde. Sein Debüt in der U19 gab er am 23. März 2022 bei einer 1:3-Niederlage gegen Belgien, bei der ein Tor erzielte. Seinen ersten Einsatz für die finnische U21-Nationalmannschaft absolvierte Keskinen am 7. Juni 2022 bei einem 3:0-Heimsieg gegen Aserbaidschan. Im November 2023 erzielte Keskinen bei einem 6:0-Sieg gegen Armenien einen Doppelpack für die finnische U21-Mannschaft. Mit der U21 von Finnland nahm Keskinen im Jahr 2025 an der Europameisterschaft dieser Altersklasse teil. In der Vorrunde erzielte er zwei Tore jeweils bei einem 2:2 gegen die Niederlande und Dänemark. Mit der Mannschaft schied er als Tabellenletzter der Vierergruppe aus.
Am 7. September 2024 debütierte Keskinen für die A-Nationalmannschaft gegen Griechenland in der Nations League, als er beim 3:0-Auswärtssieg für Oliver Antman eingewechselt wurde.